# Nguyễn Tấn Dũng
Dans ce nom vietnamien, le nom de famille, Nguyễn, précède le nom personnel.
Nguyễn Tấn Dũng, né le 17 novembre 1949 dans la province de Cà Mau, est un homme d'État vietnamien. Vice-Premier ministre de 1997 à 2006, il est Premier ministre du 27 juin 2006 au 7 avril 2016.

## Biographie
De 1961 à 1984, Nguyễn Tấn Dũng sert dans l'armée populaire. Il adhère au Parti communiste en 1967. Entre autres fonctions, il occupe le poste de président du comité populaire de Cần Thơ, quatrième ville du pays, dans le delta du Mékong.
Il est vice-ministre de la Sécurité publique de janvier 1995 à août 1998, premier vice-Premier ministre du 29 septembre 1997 au 24 juin 2006 et gouverneur de la Banque d'État du Viêt Nam de mai 1998 à décembre 1999.
Le 27 juin 2006, il est nommé Premier ministre par le nouveau président de l'État, Trương Tấn Sang et confirmé avec 92 % des voix de l’Assemblée nationale. Il est reconduit le 26 juillet 2011 et demeure en fonction jusqu'au 7 avril 2016, date à laquelle il est remplacé par Nguyễn Xuân Phúc.

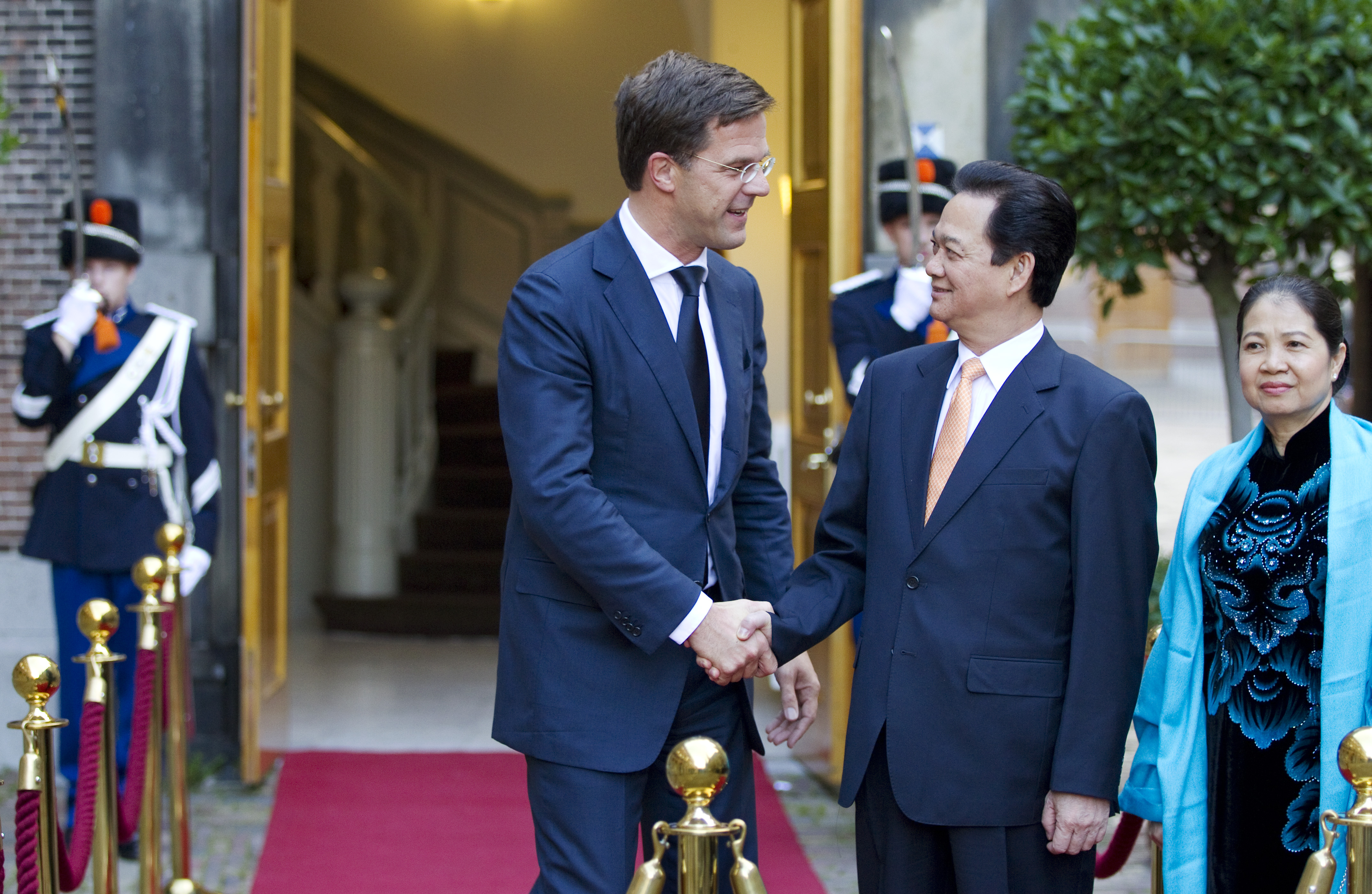
Mark Rutte, Premier ministre des Pays-Bas, reçoit son homologue vietnamien à La Haye, en 2011.